# Echinoaesalus hidakai
Echinoaesalus hidakai is een keversoort uit de familie vliegende herten (Lucanidae). De wetenschappelijke naam van de soort is voor het eerst geldig gepubliceerd in 1993 door Araya, Kon & Johki.